# Siphonininae
Siphonininae es una subfamilia de foraminíferos bentónicos de la familia Siphoninidae, de la superfamilia Siphoninoidea, del suborden Rotaliina y del orden Rotaliida. Su rango cronoestratigráfico abarca desde el Maastrichtiense (Cretácico superior) hasta la Actualidad.

## Clasificación
Siphonininae incluye a los siguientes géneros:
- Pulsiphonina †
- Siphonina
- Siphoninella